# Guilden Sutton
Guilden Sutton – wieś w Anglii, w hrabstwie ceremonialnym Cheshire, w dystrykcie (unitary authority) Cheshire West and Chester. Leży 5 km na wschód od miasta Chester i 264 km na północny zachód od Londynu. W 2001 miejscowość liczyła 1525 mieszkańców.